# Вищий господарський суд Хорватії

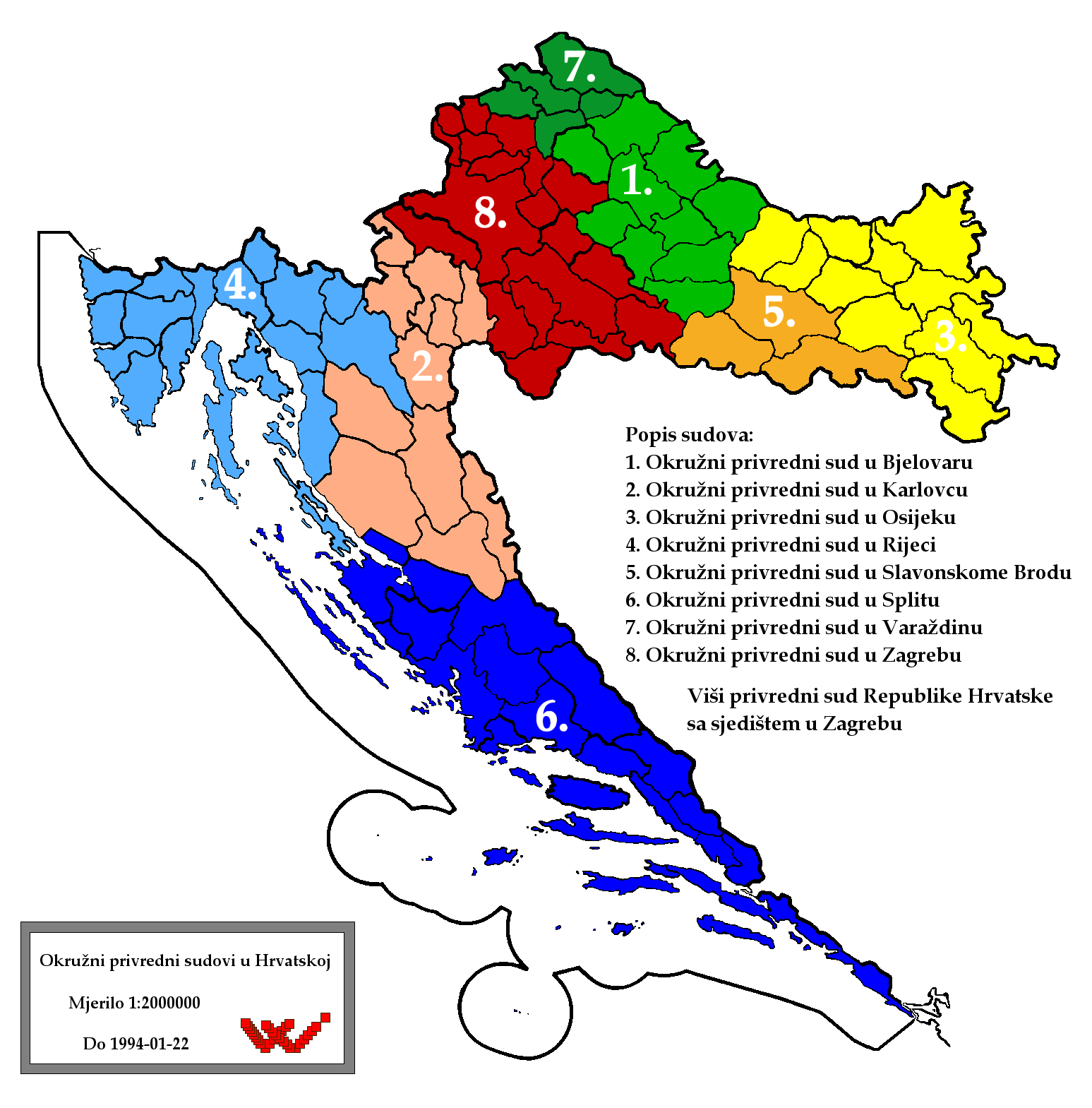
Територіальна юрисдикція хорватських господарських судів до 1994 р.

Вищий господарський суд Хорватії (хорв. Visoki trgovački sud Republike Hrvatske) — спеціалізований суд для всієї території Республіки Хорватія з осідком у Загребі. Ухвалює рішення щодо апеляційних скарг на рішення господарських судів першої інстанції, розв'язує конфлікти територіальної юрисдикції між господарськими судами та приймає рішення про делегування компетенції між господарськими судами, виконує інші визначені законом завдання.
Проти рішення Вищого господарського суду як суду другої інстанції можна застосувати надзвичайний правовий засіб — перегляд рішення, про що вирішує Верховний суд Хорватії.

## Історія

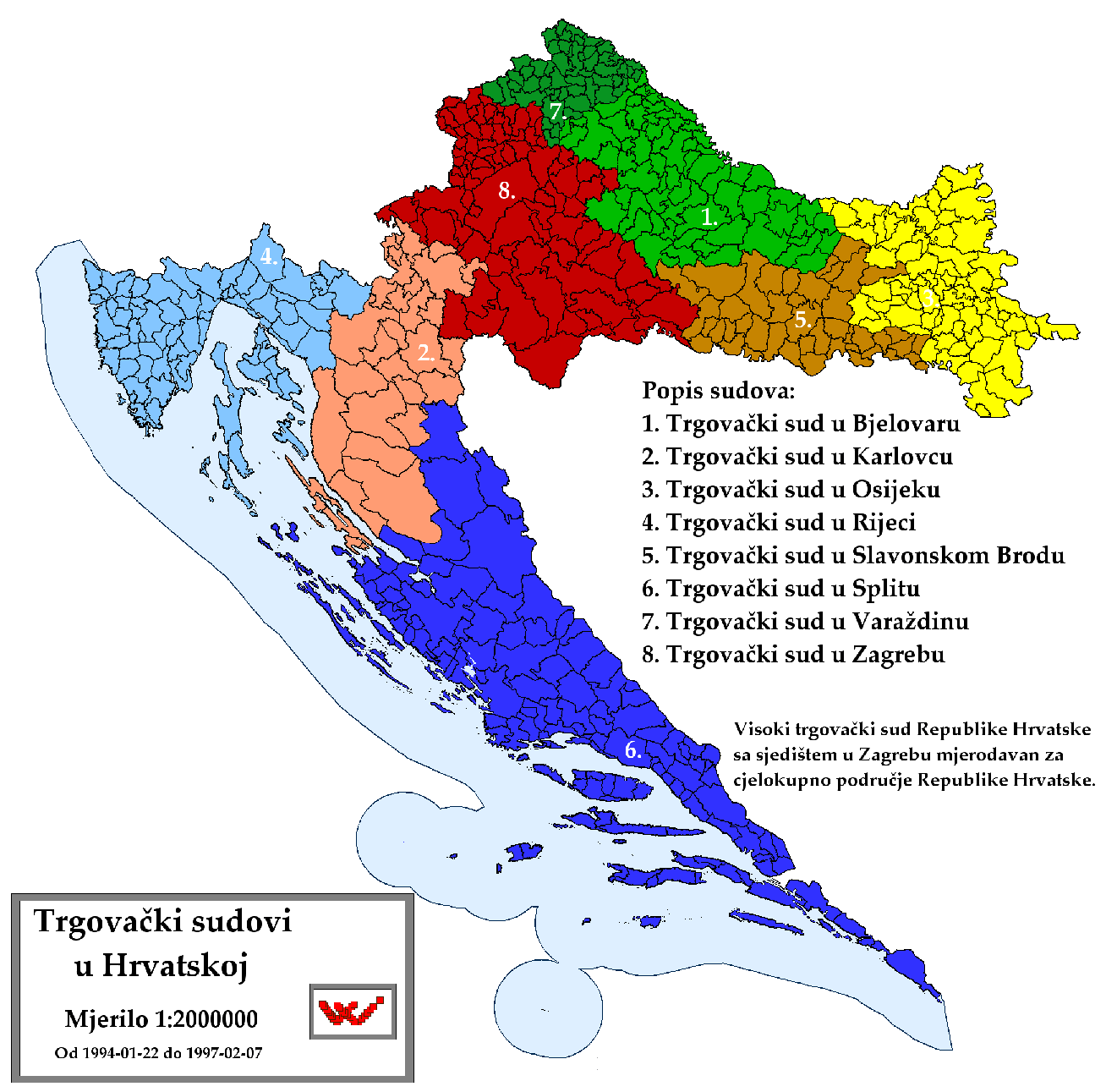
Територіальна юрисдикція хорватських господарських судів у 1994—1997 рр.

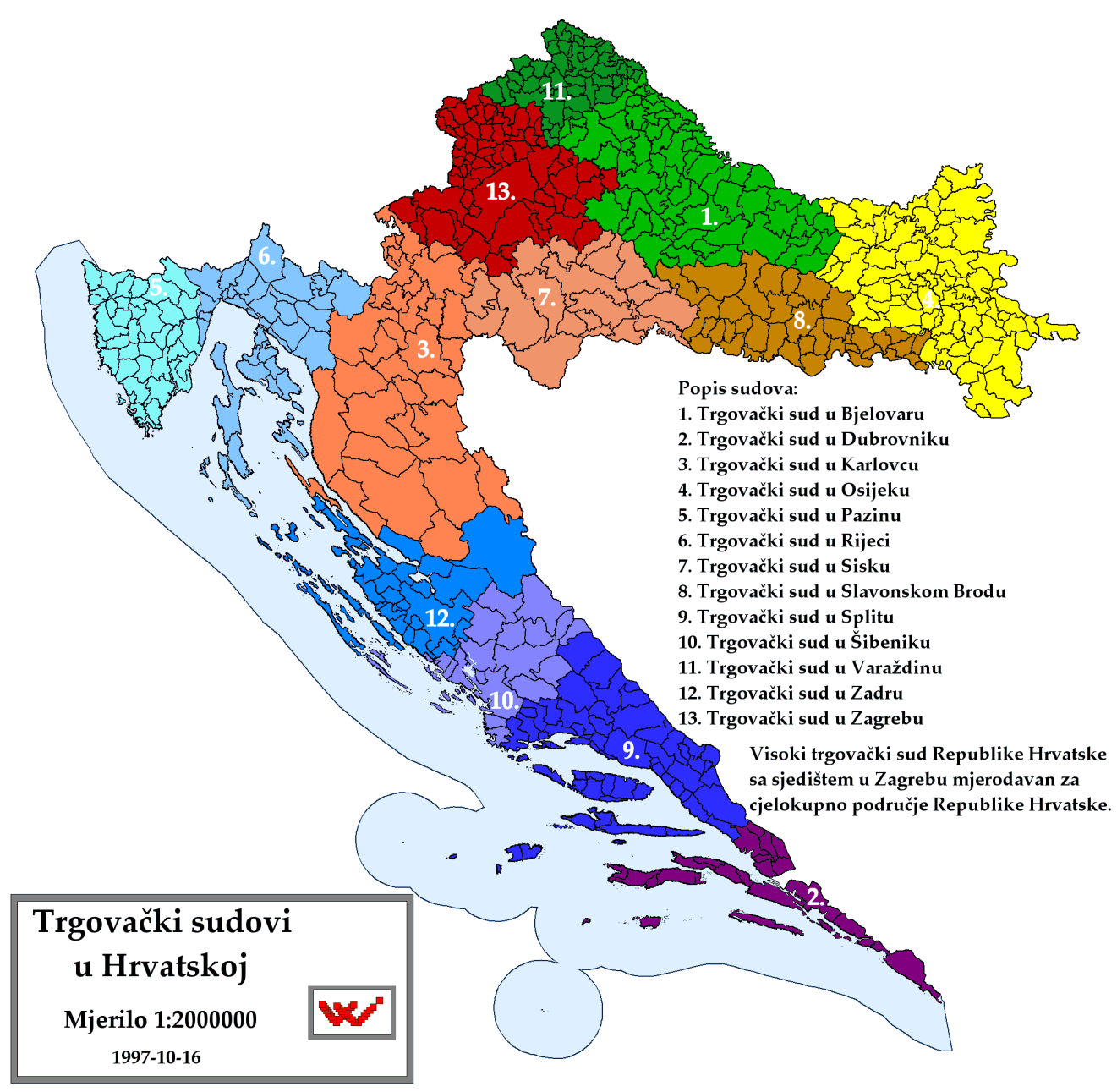
Територіальна юрисдикція хорватських господарських судів із 1997 до 2010 р.

27 вересня 1954 набрав чинності Закон про господарські суди і тодішній Республіканський державний арбітраж став Вищим господарським судом Соціалістичної Республіки Хорватія, який узяв на розгляд нерозв'язані справи Республіканського державного арбітражу.
До 22 січня 1994 р. господарські суди (хорв. trgovački sudovi) називалися з погляду хорватської лексики на югославський лад (як і в усій комуністичній Югославії) — окружними господарськими судами (хорв. okružni privredni sudovi), а Вищий господарський суд до 25 липня 1990 р. звався Вищим господарським судом (хорв. Viši privredni sud) Соціалістичної Республіки Хорватія. Окружних господарських судів у Хорватії було вісім: у Б'єловарі, Вараждині, Загребі, Карловаці, Осієку, Рієці, Славонському Броді та Спліті. Ці самі 8 судів, змінивши лише назву з югославської на хорватську, проіснували як територіальні підрозділи Вищого господарського суду до 16 липня 1997.
Опісля до 2010 р. поряд із Вищим господарським судом Хорватії діяли 13 господарських судів: у Б'єловарі, Вараждині, Дубровнику, Загребі, Задарі, Карловаці, Осієку, Пазині, Рієці, Сісаку, Славонському Броді, Спліті та Шибенику. 
З 30 грудня 2010 у Хорватії залишається сім господарських судів.
1. Господарський суд у Б'єловарі;
2. Господарський суд у Вараждині;
3. Господарський суд у Загребі;
4. Господарський суд у Задарі;
5. Господарський суд в Осієку;
6. Господарський суд у Рієці;
7. Господарський суд у Спліті;

Суд чотири рази змінював своє місце розташування. Перша його будівля знаходилася в Загребі, на вулиці Месницькій, 49, де суд перебував до 30 вересня 1961 р. З 1 жовтня 1961 р. суд перемістився у будинок на площі Драго Іблера, 9. 13 квітня 1993 суд перебрався у будівлю по Вулиці міста Вуковара, 78. А 1996 року переїхав у будинок за адресою: вул. Петра Бериславича, 11.